# П'ять озер Фудзі

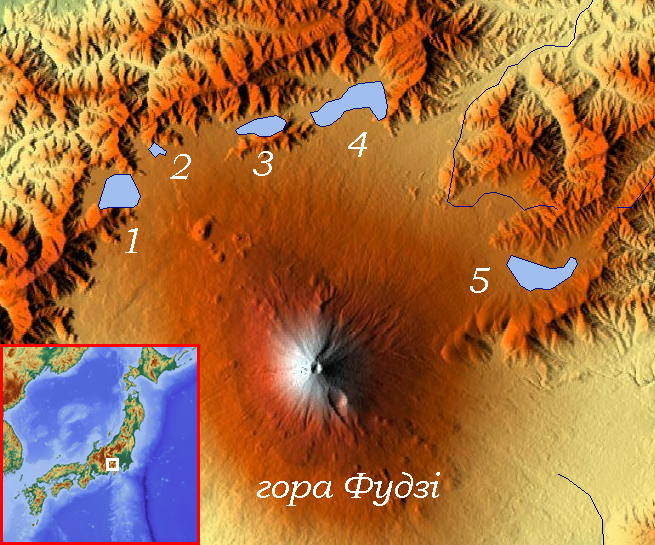
П'ять озер Фудзі.
1. Озеро Мотосу
2. Озеро Сьодзі
3. Озеро Сай
4. Озеро Каваґуті
5. Озеро Яманака

П'я́ть озе́р Фу́дзі (яп. 富士五湖, ふじごこ, МФА: [ɸud͡ʑi goko]) — загальна назва п'яти вулканічних озер на острові Хонсю в Японії — Мотосу, Сьодзі, Сай, Каваґуті та Яманака. Розташовані біля північного підніжжя японської гори Фудзі, в префектурі Яманасі.

## Короткі відомості
Озера Фудзі розташовані між горою-вулканом Фудзі та гірським хребтом Місака. Вони утворилися в результаті виверження Фудзі, магма якого перекрила річкові джерела в долині між вулканом і хребтом. 
До 7 століття існувало лише три озера — Яманака, Каваґуті й Мотосу. 864 року, після чергового виверження вулкана, на місці Мотосу виникло три нових озера — Сай, Сьодзі й власне Мотосу.
З усіх озер лише Яманака має природний стік; решта обладнані штучним водозливом й виконують роль водосховищ. Через це рівень води в озерах сильно залежить від дощу.
Серед п'ятьох озер найбільшим за площею є Яманака, найменшим — Сьодзі. Найглибше озеро — Мотосу. Відносно мілкими є Яманака й Каваґуті. Колір і температура вод залежать від об'єму джерельної води, що б'є з дна озер, а також висоти озер над рівнем моря.
Усі озера входять до національного парку Фудзі-Хаконе-Ідзу. 2011 року вони отримали статус національних пам'яток природи. Озера використовуються для господарської і туристичної діяльності. Вони також є зоною відпочинку.